# Swertia cordata
Swertia cordata là một loài thực vật có hoa trong họ Long đởm. Loài này được (Wall. ex G. Don) C.B. Clarke miêu tả khoa học đầu tiên năm 1883.